# Spirala lui Parker

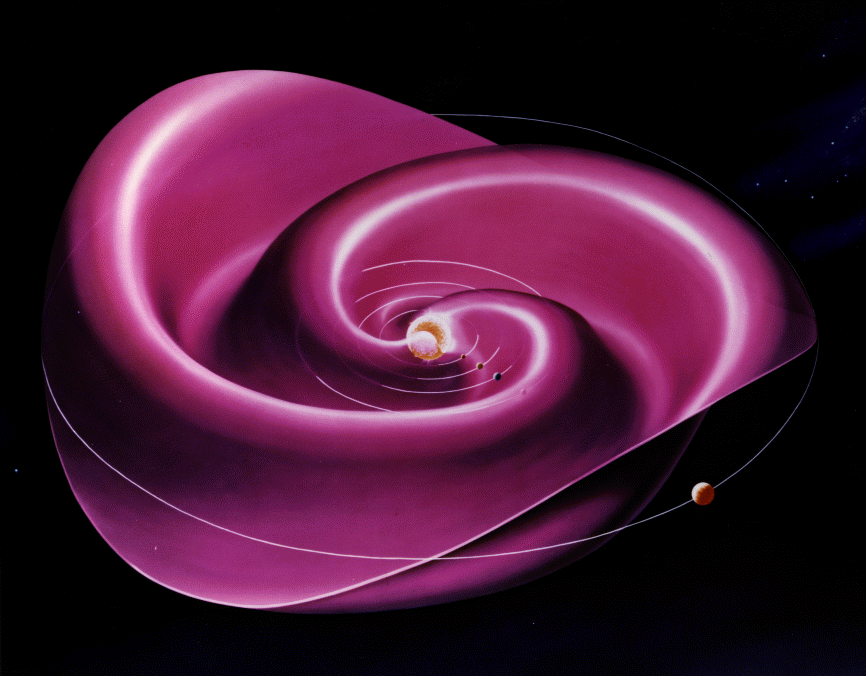
Foaia de curent heliosferic

Spirala Parker este forma câmpului magnetic al Soarelui în sistemul solar. Spre deosebire de forma familiară a câmpului unui magnet, câmpul magnetic al Soarelui este răsucit de vântul solar într-o spirală aritmetică. Această cifră spirală rezultă, pe de o parte, din mișcarea radială a particulelor care constituie vântul solar, cu viteze care pot varia de la 300 până la mai mult de 1000 de kilometri pe secundă, iar pe de altă parte din rotația Soarelui asupra lui însuși, perioada de rotație fiind de aproximativ 25 de zile la ecuatorul său. Această formă este numită după astrofizicianul Eugene Parker 2 , care a prezis existența vântului solar și a fenomenelor asociate în anii 1950.
Câmpul magnetic rotativ al Soarelui interacționează cu mediul interplanetar (vântul solar) și creează astfel cea mai mare structură din sistemul solar, foaia de curent heliosferic.